# جفری ساکس
جفری ساکس (انگلیسی: Jeffrey Sachs؛ زادهٔ ۵ نوامبر ۱۹۵۴)، اقتصاددان، تحلیلگر سیاست عمومی و استاد دانشگاه اهل ایالات متحده آمریکا است، ساکس از سال ۲۰۰۲ تا ۲۰۱۶، به عنوان مدیر مؤسسه زمین دانشگاه کلمبیا مشغول به کار بود و هم‌اکنون در زمینه اقتصاد توسعه، بهداشت، آموزش و پرورش و اقتصاد جهانی در دانشگاه کلمبیا تدریس می‌کند.

## معرفی
ساکس مدیر مرکز توسعه پایدار در دانشگاه کلمبیا و رئیس شبکه راهکارهای توسعه پایدار در سازمان ملل متحد است. او مشاور آنتونیو گوترش، دبیر کل سازمان ملل متحد در زمینه اهداف توسعه پایدار (SDGs) است که شامل مجموعه‌ای از ۱۷ هدف جهانی است که در نشست سران سازمان ملل در سپتامبر ۲۰۱۵ به تصویب رسید.
ساکس از سال ۲۰۰۱ تا ۲۰۱۸، مشاور ویژه دبیر کل سازمان ملل در زمان بان کی‌مون بود و قبل از سال ۲۰۱۶، سمت مشاوره‌ای مشابهی در رابطه با اهداف توسعه هزاره (MDGs)، شامل هشت هدف اجرایی بین‌المللی برای کاهش فقر شدید، گرسنگی و بیماری تا سال ۲۰۱۵ را بر عهده داشت. در ارتباط با اهداف توسعه هزاره، او اولین بار در سال ۲۰۰۲ در دوره کوفی عنان به عنوان مشاور ویژه دبیرکل سازمان ملل منصوب شد.
ساکس یکی از بنیانگذاران و استراتژیست اصلی پیمان وعده هزاره است که سازمانی غیرانتفاعی با هدف پایان دادن به فقر شدید و گرسنگی است و موضوع کتاب روزنامه‌نگار نینا مونک بوده است. ساکس همراه با جان اف. هلیول و ریچارد لایارد، گزارش رضایت جهانی (World Happiness Report) را تدوین می‌کنند. در سال ۲۰۱۰، او همچنین کمیسر کمیسیون پهنای باند برای توسعه پایدار است که هدف اعلام شده آن افزایش اهمیت اینترنت پهن‌باند در سیاست بین‌المللی است.

## سنین جوانی و تحصیل
ساکس در اوک پارکِ میشیگان در منطقه متروی دیترویت بزرگ شد. او پسر جوآن آبرامز و تئودور ساکس است. پدرش تئودور یک وکیل کار است.  پدربزرگ و مادر بزرگ او یهودیان مهاجر از روسیه بودند. او از دبیرستان اوک پارک فارغ‌التحصیل شد و در کالج هاروارد تحصیل کرد و در سال ۱۹۷۶ مدرک لیسانس خود را در رشته اقتصاد دریافت کرد. وی تا مقطع کارشناسی ارشد و دکتری ادامه تحصیل داد و در اقتصاد از هاروارد با پایان‌نامه خود با عنوان هزینه‌های عامل و تعدیل اقتصاد کلان در اقتصاد باز: تئوری و شواهد دفاع کرد. وی زمانی که هنوز دانشجوی تازه فارغ‌التحصیل هاروارد بود برای پیوستن به انجمن هارواردی‌ها (Harvard Society of Fellows) دعوت شد.

## مسیر دانشگاهی

### دانشگاه هاروارد
در سال ۱۹۸۰، ساکس به عنوان استادیار به کالج هاروارد پیوست و در سال ۱۹۸۲ به رتبه دانشیار ارتقا یافت. او یک سال بعد در سن ۲۸ سالگی به رتبه استادتمام دست یافت. ساکس طی ۱۹ سال بعد در هاروارد، استاد تجارت بین‌الملل، مدیر مؤسسه توسعه بین‌المللی هاروارد (۱۹۹۵-۱۹۹۹) و مدیر مرکز توسعه بین‌المللی در مدرسه دولتی کندی (۱۹۹۹-۲۰۰۲) شد.

### دانشگاه کلمبیا
ساکس مدیر مرکز توسعه پایدار در دانشگاه کلمبیا و نیز استاد دانشگاه کلمبیا است. از سال ۲۰۰۲ تا ۲۰۱۶، ساکس مدیر مؤسسه زمین دانشگاه کلمبیا بود که سازمانی دانشگاهی با رویکردی بینارشته‌ای برای رسیدگی به مسائل پیچیده پیش روی زمین در حمایت از توسعه پایدار است. کلاس‌های ساکس در دانشکده روابط بین‌الملل و عمومی و دانشکده بهداشت عمومی میلمن تدریس می‌شود و درس «چالش‌های توسعه پایدار» او در مقطع کارشناسی تدریس می‌شود.

## رویکرد مشورتی در اقتصاد جهانی
ساکس به چندین کشور در زمینه سیاست اقتصادی مشاوره داده است. از آنجا که او نظریه‌پرداز اقتصاد آزاد و نئولیبرالیسم است اثرات فعالیت‌های او به شیوه‌های گوناگونی تفسیر شده است. موافقان اقتصاد آزاد اثرات مثبت طرح‌های او را برمی‌شمارند و مخالفان اقتصاد نئولیبرال داده‌های منفی از تأثیرات این طرح‌ها استخراج می‌کنند. روایت‌های منفی اینگونه تفسیر می‌کنند که پس از فروپاشی شوروی، ساکس راهی لهستان شد و طرحی شامل حذف آنی کنترل قیمت‌ها و یارانه‌ها، فروش معادن و کارخانه‌ها و حرکت از کارخانه‌های صنعتی سنگین به تولید کالاهای مصرفی ارائه و عملیاتی کرد. نتیجه این بود که نرخ بیکاری ۲۰ درصدی و حتی ۴۰ درصدی برای افراد زیر ۲۴ سال پیش آمد، ۵۹ درصد از مردم زیر خط فقر قرار گرفتند و ۷,۵۰۰ اعتصاب در یک سال پیش آمد. همچنین اینگونه روایت می‌شود که در دهه ۱۹۹۰ ساکس با نسخه‌های مشابه لهستان برای آرژانتین، موجب اخراج ۷۰۰,۰۰۰ کارگر و حراج دارایی‌های دولتی آرژانتین شد. اما روایت‌های مثبت قائل به این هستند که اثرات منفی مطروحه بخش اجتناب‌ناپذیر اولیه شوک‌درمانی‌های جفری ساکس بوده و سپس این اقتصادها به رشد قابل توجهی رسیده‌اند. به عنوان نمونه درباره لهستان روایت می‌شود که در سال ۱۹۸۹، ساکس به جنبش ضد کمونیستی همبستگی لهستان و دولت نخست وزیر تادئوش مازویتسکی مشاوره داد. او یک طرح جامع برای گذار از برنامه ریزی مرکزی به اقتصاد بازار نوشت که در برنامه اصلاحات لهستان به رهبری لشک بالتسروویتس، وزیر دارایی گنجانده شد. ساکس معمار اصلی عملیات کاهش بدهی لهستان بود. ساکس و دیوید لیپتون، اقتصاددان صندوق بین‌المللی پول، تبدیل سریع تمام دارایی‌ها و دارایی‌ها از مالکیت دولتی به خصوصی را توصیه کردند که تعطیلی بسیاری از کارخانه های غیررقابتی در پی داشت.  در لهستان، ساکس قاطعانه طرفدار انتقال سریع به سرمایه داری بود. در ابتدا، او ساختارهای شرکتی به سبک آمریکایی را با مدیران حرفه ای که به بسیاری از سهامداران پاسخ می دادند و نقش اقتصادی بزرگی برای بازارهای سهام داشت، پیشنهاد کرد. این امر برای مقامات لهستانی خوشایند نبود اما او سپس پیشنهاد داد که بلوک های بزرگی از سهام شرکت های خصوصی شده در دست بانک های خصوصی قرار گیرد.  در نتیجه، کمبودهای اقتصادی و تورم وجود داشت اما قیمت ها در لهستان در نهایت تثبیت شد.  دولت لهستان یکی از بالاترین افتخارات خود را در سال ۱۹۹۹ به ساکس اعطا کرد یعنی نشان صلیب فرماندهی نشان شایستگی. او همچنین دکترایی افتخاری را از دانشگاه اقتصاد کراکوف دریافت کرد.

## دیدگاه ها و نظرات

### چین
جفری ساکس همیشه طرفدار از بین بردن هژمونی آمریکا و پذیرش ظهور چین بوده‌است.  او معتقد است که اصطلاح نسل کشی در رابطه با سرکوب اویغورها در چین اشتباه است. او خواستار روابط نزدیکتر بین آمریکا و چین شده و نسبت به خطر تنش بین آن‌ها هشدار داده‌است.

### سوریه
در آوریل ۲۰۱۸، او از دیدگاه رئیس جمهور ایالات متحده آمریکا مبنی بر اینکه آمریکا باید «خیلی زود» از سوریه خارج شود، حمایت کرد و افزود: «بسیار پیشتر از این‌ها ایالات متحده باید به حضور نظامی مخرب خود در سوریه و در سراسر خاورمیانه پایان می‌داد. اگرچه بعید به نظر می رسد که سایه دولت امنیتی اجازه دهد، این اتفاق بیفتد.»

### ونزوئلا
گزارشی در سال ۲۰۱۹ که توسط ساکس و مارک وایزبروت تهیه و توسط مرکز تحقیقات اقتصادی و سیاست منتشر شد، ادعا می‌کرد که افزایش ۳۱ درصدی تعداد مرگ و میر بین سال‌های ۲۰۱۷ تا ۲۰۱۸ به دلیل تحریم‌های اعمال شده آمریکا علیه ونزوئلا در سال ۲۰۱۷ بوده است و۴۰,۰۰۰ نفر در ونزوئلا ممکن است در نتیجه این تحریم‌ها مرده باشند.  در این گزارش آمده است: «تحریم‌ها، ونزوئلایی‌ها را از داروهای نجات‌بخش، تجهیزات پزشکی، غذا و سایر واردات ضروری محروم می‌کند».  ویزبروت اظهار داشت که نویسندگان «نمی‌توانستند ثابت کنند که این مرگ‌ها نتیجه تحریم‌ها بوده است اما گفت که این افزایش به موازات اعمال این اقدامات و کاهش تولید نفت بوده است».